# Konstantin Peller
Konstantin Peller (* 9. Dezember 1887 in Wien; † 15. August 1969 ebenda) war ein österreichischer Architekt.

## Leben

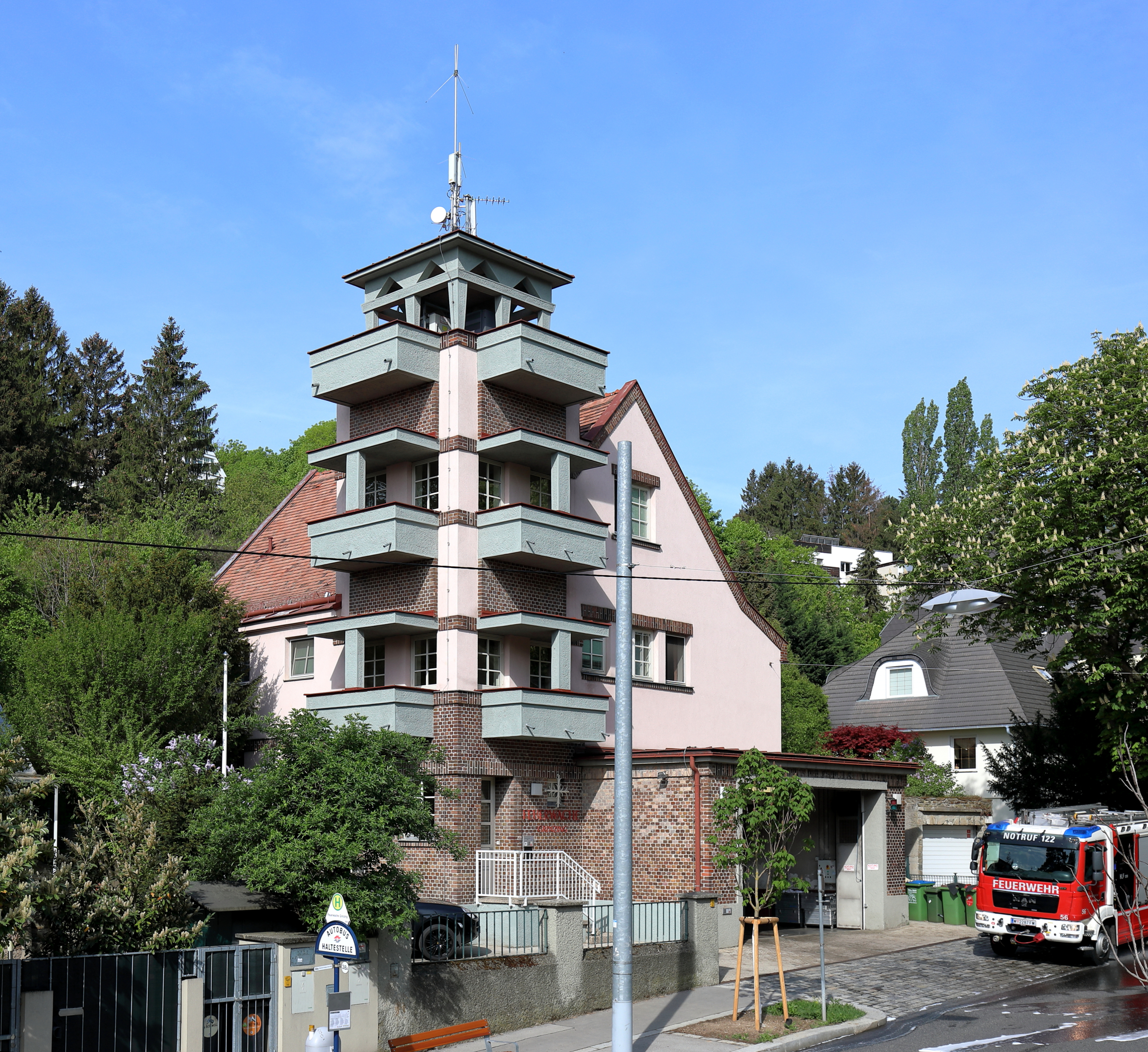
Feuerwache Grinzing (1928–1929), Cobenzlgasse 63

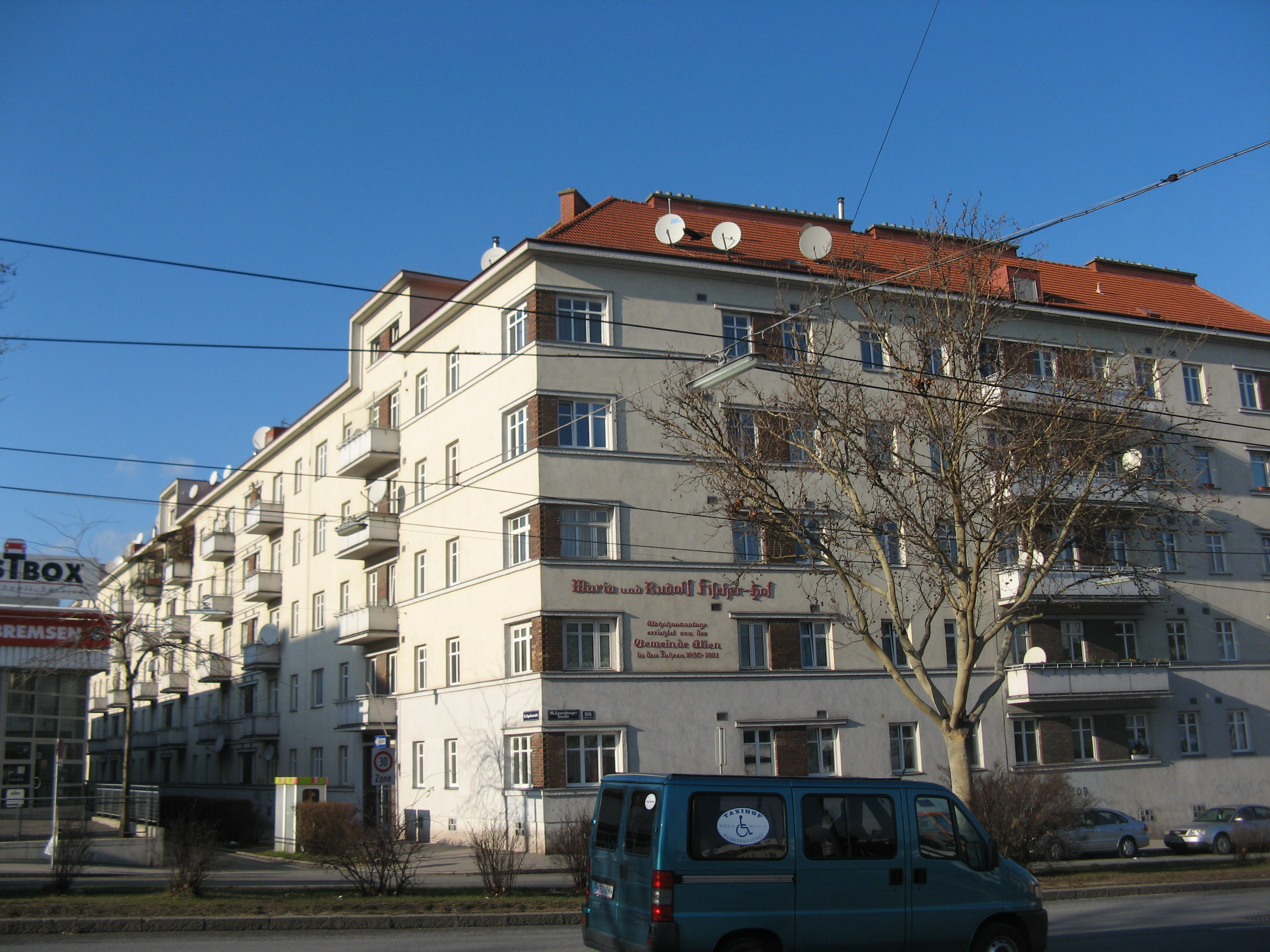
Maria-und-Rudolf-Fischer-Hof (1930–1931), Laxenburger Straße 98

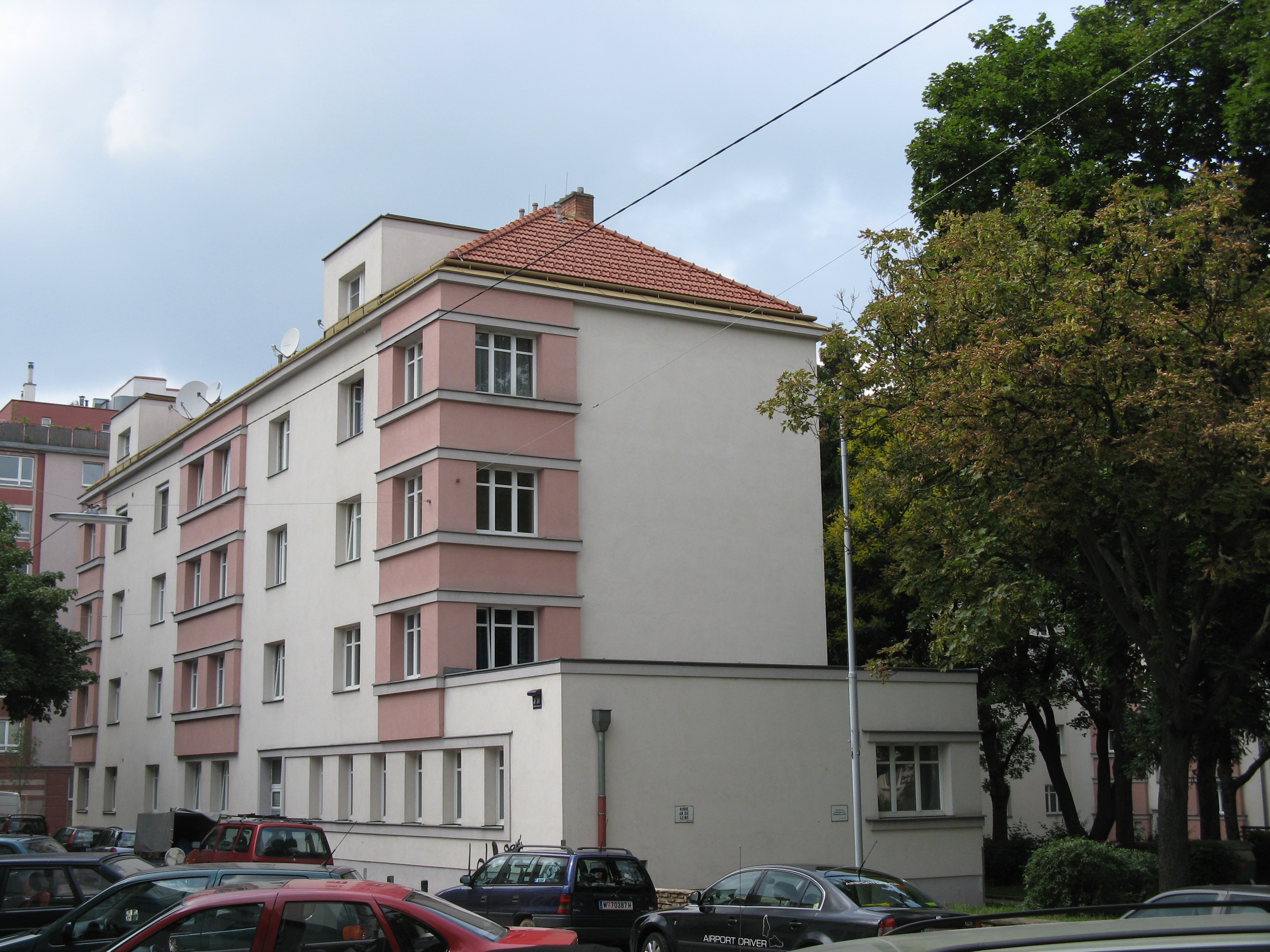
Wohnhausanlage der Gemeinde Wien (1936–1938), Puchsbaumgasse 24–36

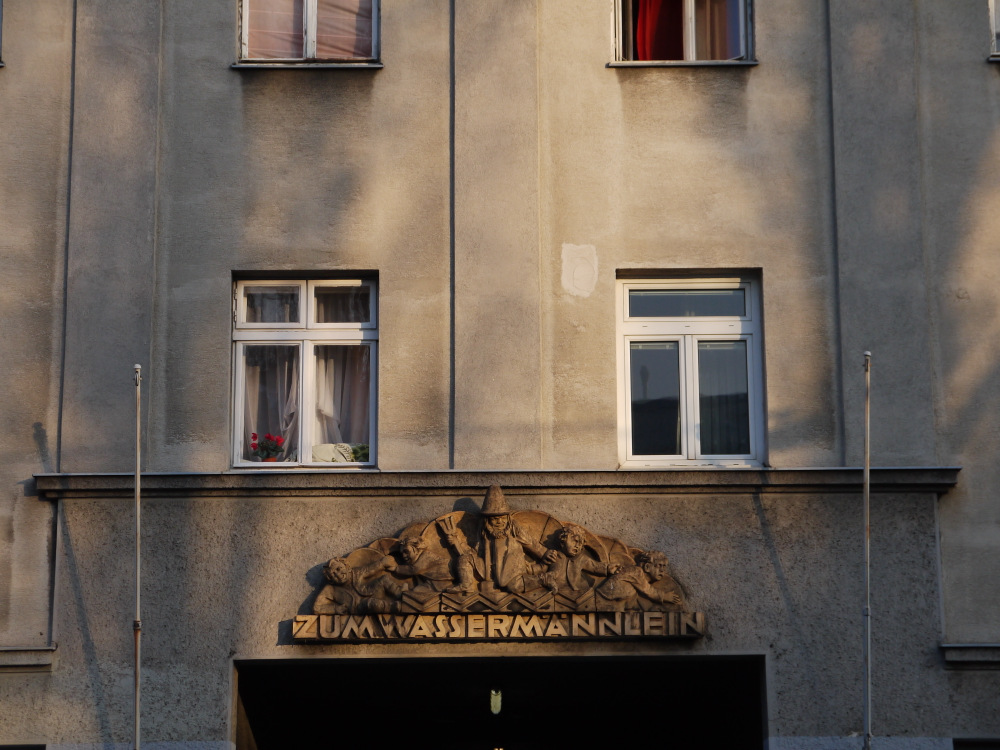
Wassermännlein Rechte Wienzeile

Konstantin Peller besuchte die Staatsgewerbeschule in Wien und studierte anschließend von 1907 bis 1910 an der Akademie der bildenden Künste Wien bei Otto Wagner. Während dieser Zeit war er im Architekturbüro von Josef Ludwig auch praktisch tätig. Er erhielt 1909 den Rosenbaumpreis und den Hagenmüllerpreis sowie 1910 den Spezialschulpreis. Nach wenigen Jahren als freischaffender Architekt trat er 1913 in das Wiener Stadtbauamt ein und wurde hier im Laufe der Jahre trotz wechselnder politischer Regime Bauinspektor, 1945 Vorsitzender der Stadtplanung und des Wiederaufbaus und schließlich Oberbaurat. Er wurde am Wiener Zentralfriedhof bestattet.

## Bedeutung
Als Architekt war Peller hauptsächlich während der Zwischenkriegszeit für das Wohnbauprogramm des Roten Wien tätig. Er führte große Siedlungen aus, die an den Heimatstil gemahnen, genauso wie monumentale Wohnhausanlagen, die für Kunst am Bau Platz ließen. Darüber hinaus spezialisierte sich Peller auf die Errichtung von Feuerwachen, die besonderen funktionellen Anforderungen genügen mussten und zum Teil in sehr expressiven, skulpturalen Formen gestaltet wurden. In den 1930er Jahren wurden seine Gebäude nicht nur infolge der geforderten Sparsamkeit, sondern auch mit der allgemeinen Hinwendung zur Moderne sachlicher und schlichter.

## Werke
- Wohnhausanlage der Gemeinde Wien, Brünner Straße 130–134, Wien 21 (1924–1925)
- Wohnhausanlage der Gemeinde Wien, Lenneisgasse 11–13, Wien 14 (1925–1926)
- Rosa-Toepler-Hof, Währinger Straße 169–171, Wien 18 (1927–1928)
- Feuerwache Grinzing, Cobenzlgasse 63, Wien 19 (1928–1929)[2]
- Feuerwache Neustift am Walde, Rathstraße 37, Wien 19 (1928)
- Wohnhausanlage der Gemeinde Wien, Weimarer Straße 8–10, Wien 18 (1928–1929)
- Feuerwache Kahlenbergerdorf, Wigandgasse 25, Wien 19 (1928–1929)
- Wohnhausanlage der Gemeinde Wien, Tandelmarktgasse 14, Wien 2 (1929–1930)
- Maria-und-Rudolf-Fischer-Hof, Laxenburger Straße 98, Wien 10 (1930–1931)
- Dr.-Josef-Bayer-Hof, Märzstraße 115–123, Wien 14 (1933–1934)
- Wohnhausanlage der Gemeinde Wien, Puchsbaumgasse 24–36, Wien 10 (1936–1938)
- Wohnhausanlage der Gemeinde Wien "Zum Wassermännlein", Rechte Wienzeile 71, Wien 5 (1937)
- Hauptfeuerwache Hernals, Johann-Nepomuk-Berger-Platz 12d, Wien 17 (1937–1939)
- Wohnhausanlage der Gemeinde Wien, Ziegelofengasse 12–14, Wien 5 (1938)
- Wohnhausanlage der Gemeinde Wien, Weidmanngasse 14, Wien 17 (1938)
- Wohnhausanlage der Gemeinde Wien "Lützow-Hof", Linzer Straße 154–158, Wien 14 (1938–1939)